# 吉川吉五郎
吉川吉五郎（1895年 - ）は、ヤマキチ醤油（味噌醤油醸造業元）の社主。
白根銀行取締役としても活躍した。

## 生涯
1895年（明治28年）、醸造業を営む先代・吉川吉五郎の長男として生まれる。
1918年（大正7年）家督を継ぎ、吉一郎から先代と同じ吉五郎に改名する。